# Joy Davidman
Helen Joy Davidman, auch Joy Gresham (* 18. April 1915 in New York City; † 13. Juli 1960), war eine US-amerikanische Schriftstellerin.

## Leben
Joy wuchs in einer jüdischen Familie in New York auf. Schon in frühester Kindheit war sie oft kränklich und trug zeitweise auch einen Radiumkragen.
In ihrer Jugend wurde sie radikale Kommunistin und heiratete den Schriftsteller William Lindsay Gresham. Aus der Ehe gingen zwei Kinder hervor: Douglas und David.
Nachdem sie sich Ende der 40er Jahre zum Christentum bekehrt hatte, fuhr sie mit ihren Söhnen nach England, um den christlichen Schriftsteller C. S. Lewis zu treffen, dessen Schriften sie maßgeblich beeinflusst hatten.
Nachdem ihr Ehemann sie in ihrer Abwesenheit betrogen hatte, ließ sie sich scheiden und zog mit Douglas und David ganz nach England. Es entwickelte sich eine enge Freundschaft zwischen Davidman und Lewis, der mit ihr eine Frau fand, die ihm intellektuell gewachsen war. Davidman und Lewis heirateten standesamtlich, um ihr den Aufenthalt in England zu sichern. Für die Kirche war dies ein regelrechter Skandal, da Joy eine geschiedene jüdische Kommunistin war. Sie lebten mit Lewis und seinem Bruder Warren in deren Haus, Lewis adoptierte die Kinder.
Wenig später wurde bei Joy Knochenkrebs festgestellt. Durch ihre plötzlich ausbrechende Krankheit entdeckte Lewis seine Liebe zu ihr und fand einen Priester, der sie am Krankenbett christlich traute.
Joy erholte sich noch einmal von ihrem Krebsleiden, doch 1960 starb sie 45-jährig im Haus der Brüder Lewis.
Die Liebesgeschichte zwischen C. S. Lewis und Gresham verfilmte Richard Attenborough 1993 unter dem Titel Shadowlands.

## Werke
- Letter to a Comrade. Yale University Press, 1938.
- Anya. The Macmillan Company, 1940.
- War Poems of the United Nations: The Songs and Battle Cries of a World at War. Three Hundred Poems. One Hundred and Fifty Poets from Twenty Countries. Joy Davidman, editor. Dial Press, 1943.
- Weeping Bay. MacMillan, 1950.
- Smoke on the Mountain: An Interpretation of the Ten Commandments in Terms of Today. Foreword by C. S. Lewis. Philadelphia: The Westminster Press, 1954. (Ins Deutsche übertragen von Peter Nabholz, erschienen als Rauch über dem Berg. Claren, Lüdenscheid 1984. ISBN 3-922549-11-X.)